# Prostitution chez les animaux
Quelques études ont suggéré que la prostitution existe entre différentes espèces d'animaux non humains tels que les manchots Adélie et les chimpanzés. Le concept est également connu sous le nom de sexe transactionnel.

## Description
Les Manchots utilisent des pierres pour construire leurs nids. Sur la base d'une étude de 1998, les médias rapportent qu'une pénurie de pierres a conduit les manchots Adélie femelles à échanger du sexe contre des pierres. Certaines manchots femelles liées par paires s'accouplent avec des mâles qui ne sont pas leurs compagnons et prennent ensuite des cailloux pour leurs propres nids. Les chimpanzés qui semblent échanger de la nourriture contre du sexe ont également été décrits comme se livrant à la prostitution.
La notion d'un tel « sexe transactionnel » chez les chimpanzés a été critiquée par de nombreux chercheurs, indiquant que les préjugés androcentriques des chercheurs, projetant leurs propres hypothèses de genre sur les animaux non humains, peuvent jouer un rôle important dans les interprétations de la « prostitution »[source insuffisante].

## Manchots

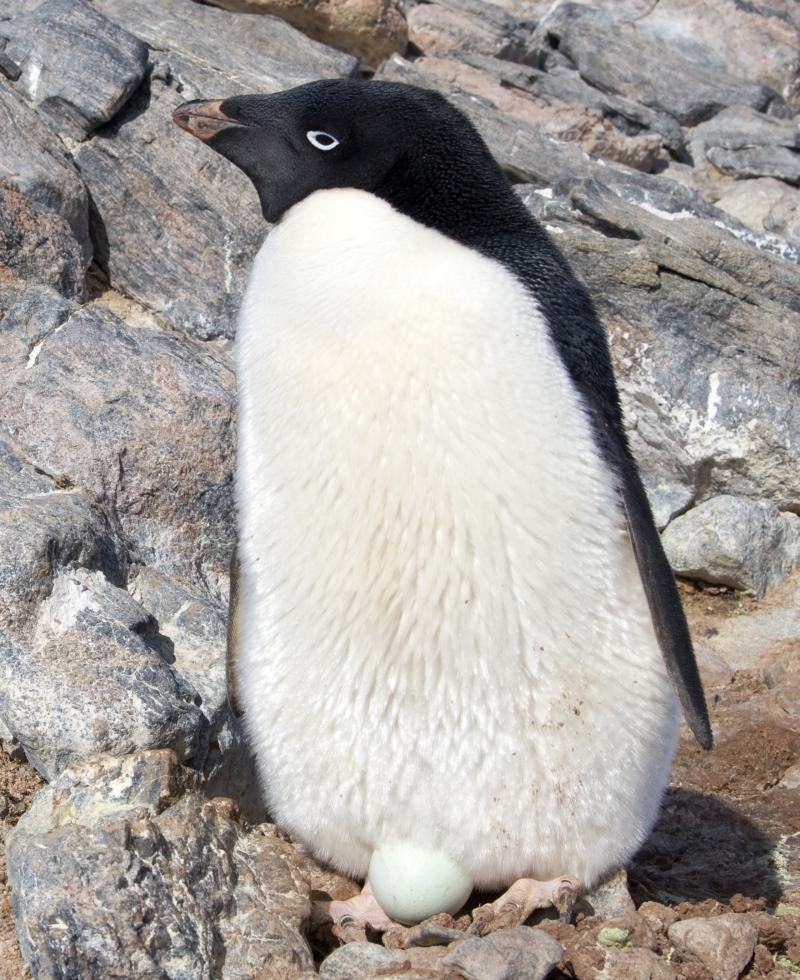
Manchot Adélie

La prostitution chez les animaux a été signalée pour la première fois en 1998 par Fiona Hunter, chercheuse à l'Université de Cambridge, et Lloyd Davis de l'Université d'Otago, qui avaient passé cinq ans à observer le comportement d'accouplement des manchots Adélie. L'étude a été menée dans le cadre d'un programme de l'Antarctica New Zealand sur l'île de Ross, à environ 1300 kilomètres du pôle Sud.
Selon le rapport sur l'étude publié par BBC News Online, certains manchots femelles se faufilent sur leurs partenaires. Ces prostituées ont des relations sexuelles avec des mâles seuls et prennent un caillou dans le nid du mâle après avoir eu des relations sexuelles. Dans une étude réelle, les chercheurs spéculent que la femelle s'est penchée pour attraper une pierre et que le mâle a mal interprété le geste - elle n'a pas changé d'avis ou effectué un tour. Mais les chercheurs étudient toujours le phénomène, et un consensus n'a pas encore été atteint ; on suppose que soit la femelle est en train d'appâter, soit que le mâle choisit délibérément de mal interpréter le geste, car le viol est courant chez ces manchots. La BBC a en outre rapporté que Hunter avait déclaré que les manchots femelles ne se livraient probablement pas à la prostitution uniquement pour des pierres. Hunter croyait que « ce qu'ils font, c'est avoir une copulation pour une autre raison et juste prendre les pierres aussi. Nous ne savons pas exactement pourquoi, mais ils utilisent les mâles ». Ce comportement a également été suggéré comme un processus de choix du partenaire par lequel les femelles pourraient trouver un futur partenaire possible. Cela fournirait à un manchot femelle un autre pingouin mâle si son compagnon actuel mourait. L'étude spécule que les manchots mâles ont eu des relations sexuelles avec les femelles prostituées uniquement pour la satisfaction sexuelle. Selon l'observation de Hunter, le nombre de manchots prostitués était très faible, et elle l'a estimé à « seulement quelques pour cent ».
Alors que les versions sensationnalistes de l'étude mettent l'accent sur la prostitution, les données de recherche elles-mêmes sont moins sensationnelles. Les données montrent que lorsque la copulation extrapaire se produit sur le site de nidification du mâle, la femelle prend un ou plusieurs cailloux ; mais lorsque la copulation extrapaire se produit sur le site de nidification de la femelle, le mâle ne prend jamais de pierre. Il est clair qu'un mâle qui a copulé avec une femelle profite à sa progéniture lorsqu'elle prend une pierre. Parfois, la copulation ne se produit pas, mais la femelle prend toujours une pierre. Mais les mâles comme les femelles volent des pierres : parfois ils s'en tirent et parfois ils sont attaqués. La femelle n'est pas toujours disposée à copuler pour éviter une bagarre. Les chercheurs spéculent sur les avantages et les inconvénients de cette pratique en matière de fitness génétique, et ne sont pas tout à fait sûrs que la femelle copule principalement pour obtenir un avantage matériel.

## Chimpanzés

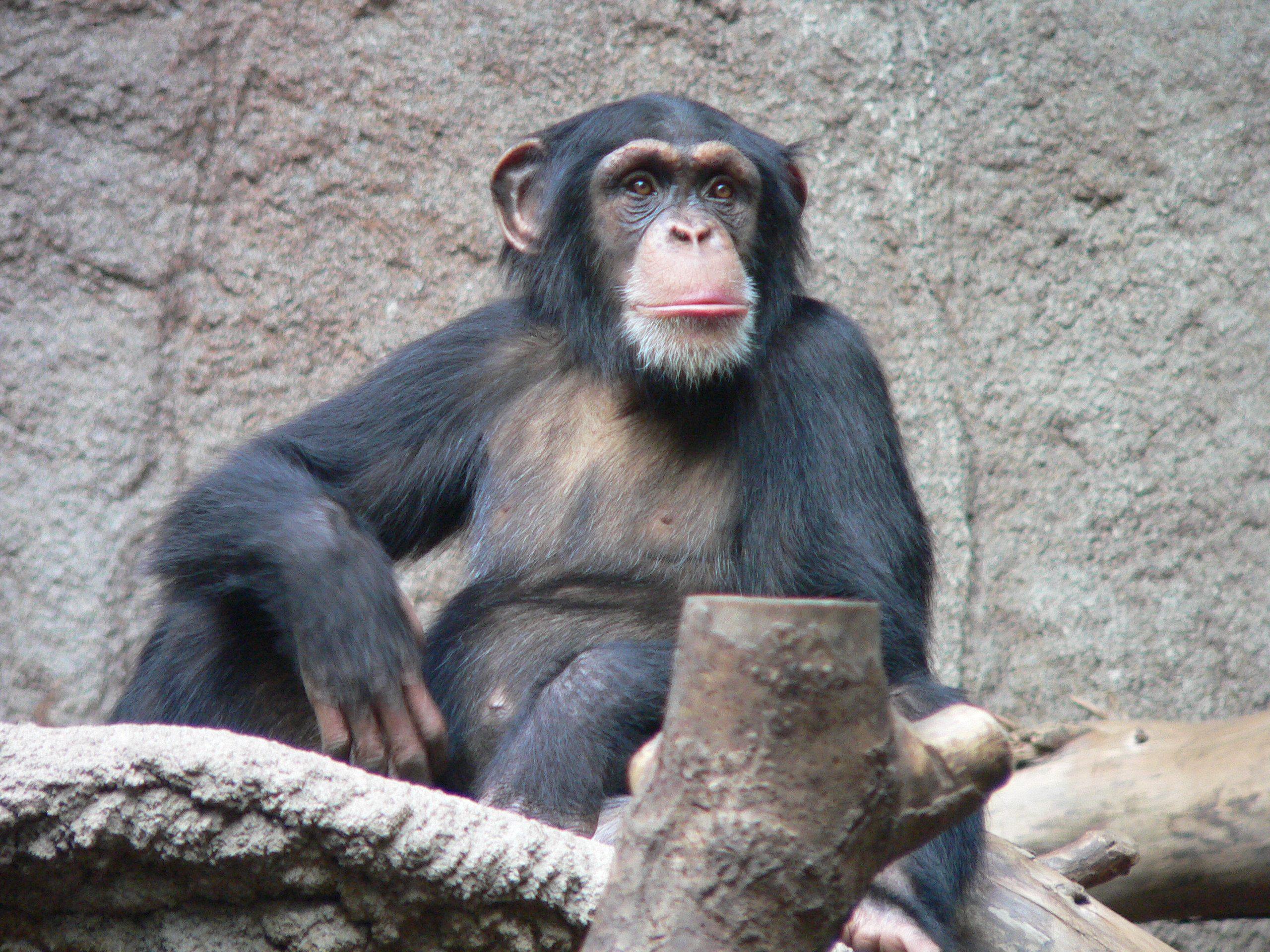
Pan troglodytes, semblables à ceux observés dans le Parc national de Taï

Une étude menée par l'Institut Max-Planck d'anthropologie évolutionniste à Leipzig, en Allemagne, et publiée en ligne dans la Public Library of Science, a tenté de soutenir l'hypothèse du comportement « viande contre sexe », selon laquelle, dans les premières sociétés humaines, les meilleurs chasseurs masculins eu le nombre maximum de partenaires sexuels. Incapables d'étudier les premiers humains, les chercheurs ont étudié les chimpanzés. Les chercheurs ont observé des chimpanzés dans le parc national de Taï et ont conclu qu'il existe une forme de prostitution parmi les chimpanzés dans laquelle les femelles offrent des relations sexuelles aux mâles en échange de viande. Selon Cristina Gomes de l'Institut, l'étude « suggère fortement que les chimpanzés sauvages échangent de la viande contre du sexe, et ce sur le long terme ». Les données révèlent que les chimpanzés entrent dans des communautés de chasse et de partage de viande entre eux sur de longues périodes de temps et que les femelles au sein de la communauté de partage de viande ont tendance à s'accoupler avec les mâles de leur propre communauté de partage de viande. Aucun échange direct de viande contre du sexe n'a été observé.

## Singes capucins

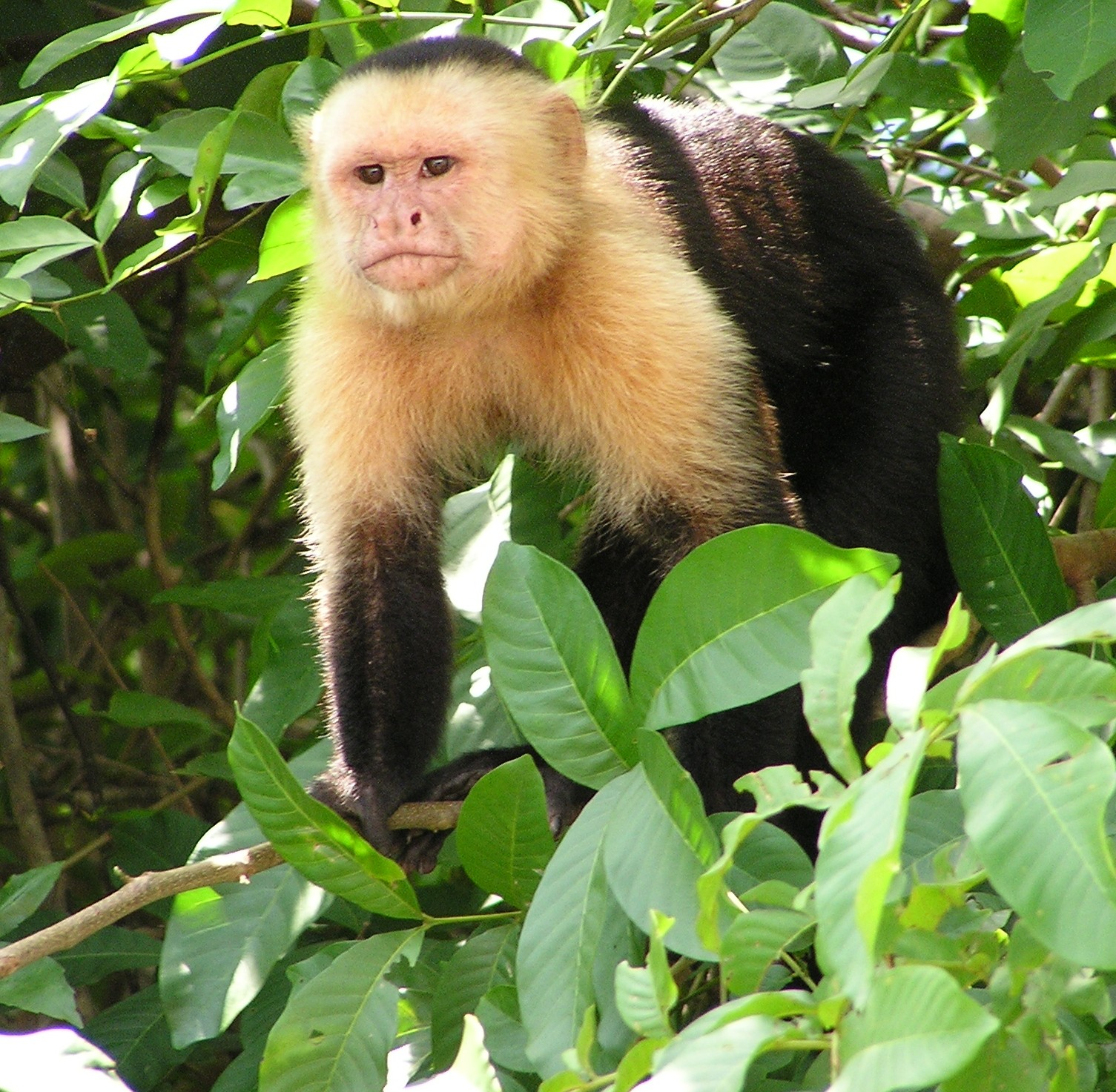
Singe capucin

Une étude menée à l'hôpital de Yale-New Haven apprend à des singes capucins à utiliser des disques d'argent comme monnaie afin d'étudier leur comportement économique. Les disques pouvaient être échangés par les singes contre diverses friandises. Au cours d'un incident chaotique, un chercheur a observé ce qui semblait être un singe échangeant un disque contre du sexe. Le singe qui a été payé pour le sexe a immédiatement échangé le disque d'argent contre un raisin. Le chercheur a ensuite pris des mesures pour empêcher toute possibilité d'échange de pièces contre du sexe.